# صنایع صبح پارلار آسیا
صنایع صبح پارلار آسیا یا پارلار یک شرکت صنایع الکترونیکی است که در زمینه طراحی و تولید انبوه بردهای الکترونیکی در شهر تبریز فعالیت می‌کند. این شرکت در سال ۱۳۷۹ توسط «جعفر صبحی» تأسیس شد. شرکت پارلار به عنوان بزرگترین تولیدکننده بردهای الکترونیکی لوازم خانگی در ایران، ۷۰ درصد از نیاز صنایع لوازم خانگی الکترونیکی ایران را تأمین می‌کند.
این مجموعه، در کل دارای ۵۸۰ نفر نیروی کار است که از این تعداد، ۸۰ نفر در واحد تحقیق و توسعه فعالیت می‌کنند.

## پیشینه
صنایع صبح پارلار آسیا، در سال ۱۳۷۹ توسط «جعفر صبحی قشلاقی» از اعضای هیئت علمی دانشکده برق دانشگاه تبریز در این شهر، تأسیس گردید. اولین سیستم اتوماسیون تولیدی این شرکت مربوط به دستگاه تست انتهای خط تولید یخچال بود که در سال ۱۳۷۹ طراحی و تولید شد. به دنبال آن نیز در سال ۱۳۸۱ اولین محصول تولیدی شرکت، تحت عنوان کلید کولر کنترل از راه دور، طراحی و سپس به تولید انبوه رسید. این امر زمینه‌ساز تولید سایر محصولات شرکت در سال‌های بعد گردید.
این شرکت از آبان ماه ۱۳۹۴، عنوان تولیدکننده دانش‌بنیان را از معاونت علمی و فناوری ریاست جمهوری کسب کرد.
در اردیبهشت ماه ۱۴۰۰، ساختمان محل جدید کارخانه پارلار واقع در شهرک صنعتی سهند آذران تبریز، به صورت ویدیو کنفرانس توسط حسن روحانی، رئیس‌جمهوری ایران افتتاح شد.

## فعالیت‌ها

### تولید
در حال حاضر در این مجموعه، ۲۵۰ نوع محصول الکترونیکی در زمینه‌های مختلف مانند سیستم‌های کنترلر و نمایشگر لوازم خانگی، اتوماسیون‌های صنعتی و خودروسازی طراحی و تولید می‌شود. ظرفیت تولید این مجموعه تولیدی، ۳۰۰ هزار برد الکترونیکی در سال بوده و در کنار آن سالانه ۱۰ هزار دستگاه تلویزیون نیز با برند ELEVIA تولید می‌شود.

### شتاب‌دهندگی
این شرکت همچنین به عنوان شتاب‌دهنده کسب و کارهای نوپا نیز مشغول فعالیت بوده و در پارک علم و فناوری آذربایجان شرقی مستقر شده‌است. خدمات استقرار، مشاوره، منتورینگ، ارتباط دهی تیم‌ها به شبکه‌ای از سرمایه گذاران، متخصصان و رهبران تجاری و مشارکت در زمینه برپایی نمایشگاه، جشنواره و تورهای علمی از خدمات این شتابنده به ایده‌های حوزه‌های سخت افزارهای برق و الکترونیک، سامانه‌های مرتبط با اینترنت اشیا و سیستم‌های هوشمند اتوماسیون است.

## کارکنان
تعداد کارکنان شرکت صنایع صبح پارلار آسیا بیش از 600 نفر بوده که 50 درصد آن ها را فارغ التحصیلان و نخبگان رشته های مختلف مخصوصا مهندسی برق، مکانیک و کامپیوتر دانشگاه سراسری تبریز تشکیل می‌دهند.

## بدهی‌های بانکی
در سال‌های اخیر، شرکت صنایع صبح پارلار آسیا در فهرست دریافت‌کنندگان تسهیلات دولتی ویژه و همچنین بدهکاران بانکی قرار داشته است.
در سال ۱۴۰۱، این شرکت از محل تسهیلات حمایتی دولت به تولیدکنندگان گوشی هوشمند، مبلغ ۱۵۰ میلیارد تومان وام از محل منابع وزارت ارتباطات و با دستور محمدامین آقامیری، معاون وقت فناوری و نوآوری این وزارتخانه، دریافت کرد. این تسهیلات با دوره بازپرداخت سه‌ساله، دوره تنفس یک‌ساله و نرخ سود ۹ تا ۱۰ درصد اعطا شد. هدف از این اقدام، دستیابی تولیدکنندگان داخلی به حداقل ۲۰ درصد از بازار گوشی تلفن همراه عنوان شده است. همچنین در فهرست بدهکاران بانکی پست بانک ایران که در آذر ۱۴۰۳ منتشر شد، نام این شرکت به‌عنوان یکی از بدهکاران بانکی ذکر شده است.
بر اساس گزارش‌های منتشر شده، فروش این شرکت در سال ۱۴۰۱ معادل ۳٬۹۷۳٬۹۷۴ میلیون ریال و در سال ۱۴۰۲ برابر با ۵٬۷۴۸٬۹۰۶ میلیون ریال بوده است.